# Monflanquin
Monflanquin – miejscowość i gmina we Francji, w regionie Nowa Akwitania, w departamencie Lot i Garonna.
Według danych na rok 1990 gminę zamieszkiwało 2431 osób, a gęstość zaludnienia wynosiła 39 osób/km² (wśród 2290 gmin Akwitanii Monflanquin plasuje się na 180. miejscu pod względem liczby ludności, natomiast pod względem powierzchni na miejscu 88.).